# Zeit (Schach)
Mit dem Begriff Zeit wird beim Schachspiel – neben der Bedenkzeit der Spieler – die Anzahl der Züge bezeichnet, die für die Erreichung eines bestimmten Zieles benötigt werden. Dies ist neben dem Material (im deutschen Sprachraum auch nach Tarrasch teilweise als Kraft bezeichnet) und Raum ein wichtiges Grundelement der Schachtheorie.
In der Eröffnungsphase gilt es als wichtig, ohne Zeitverlust Zentrumskontrolle anzustreben und die Figuren zu entwickeln, da andernfalls der Gegner bei seinerseits fehlerfreiem Spiel ohne Zeitverlust bereits einen Vorteil erlangen kann. Jedoch werden Zeitverluste auch in der Eröffnung gelegentlich bewusst in Kauf genommen, z. B. um in einem Gambit einen Materialvorteil („Kraft“) zu realisieren.
Ein zeitlicher „Wettlauf“ kann in bestimmten Mittelspielen stattfinden, wenn die Gegner an verschiedenen Stellen des Brettes vorgehen, z. B. bei gegenseitigen Königsangriffen, nachdem ein Spieler kurz und der andere lang rochiert hat. Dagegen spielt die Zeit in vielen komplexen Mittelspielen eine weniger große Rolle, wo es häufig eher darauf ankommt, durch langsames Lavieren einen bestehenden Raumvorteil- oder Materialvorteil auszubauen.